# Шнеерсон, Натан Александрович
Натан Александрович (Анатолий Абрамович) Шнеерсон (партийный псевдоним Ерёма; 6/18 марта 1881, Екатеринослав, Екатеринославская губерния, Российская империя — 9 октября 1937, Москва, РСФСР, СССР) — российский революционер-меньшевик и советский музейный деятель, основатель и первый директор (1920—1937) Государственного музея Московской области «Новый Иерусалим», размещавшегося в одноименном монастыре. 
Адресат текста В. И. Ленина, опубликованного автором в 1904 году отдельной брошюрой в Женеве под названием «Письмо к товарищу о наших организационных задачах».

## Биография
Анатолий Абрамович Шнеерсон родился 6 (18) марта 1881 года в Екатеринославе в зажиточной еврейской семье санкт-петербургского купца первой гильдии Абрама Лейбовича Шнеерсона (на купцов первой гильдии не распространялись ограничения, связанные с обязанностью проживать в черте оседлости). Анатолий Абрамович приходился правнуком Менахему Менделю Шнеерсону (Цемах-Цедеку), третьему Любавичскому ребе, и, соответственно, был потомком ребе Шнеура Залмана из Ляд (Алтер Ребе) в пятом поколении.
Анатолий Абрамович сравнительно рано проявил интерес к социал-демократии, что привело его к конфликту с отцом. Уже в 1902 году был членом РСДРП (Российской  социал-демократической рабочей партии, которая в дальнейшем раскололась на большевиков и меньшевиков) состоял в переписке с В. И. Лениным. Ненадолго арестовывался в Киеве, после чего выехал в Женеву. Участвовал в съездах РСДРП, включая V (лондонский) съезд, на котором выступил с критикой взглядов В. И. Ленина. На том же съезде, предположительно, был избран кандидатом в члены ЦК РСДРП. Унаследовав от отца значительные средства, вернулся в Россию, формально вышел из партии меньшевиков, но фактически стал одним из ключевых спонсоров меньшевистской партии.
В ходе революционных событий, при не до конца выясненных обстоятельствах начал использовать паспорт умершего родственника, превратившись из Анатолия Абрамовича в Натана Александровича Шнеерсона. Под этим именем в 1920 году приехал в город Воскресенск (современный город Истра Московской области). В Воскресенске Шнеерсон обратил внимание на Новый Иерусалим — величественный монастырь, воздвигнутый в XVII веке по приказу предстоятеля Русской православной церкви патриарха Никона. Патриарх Никон желал воспроизвести поблизости от Москвы главные святыни Иерусалима, поэтому главный храм монастыря являлся повторением Храма Гроба Господня в Иерусалиме. К монастырю примыкал «Гефсиманский сад», другие его элементы и постройки также имели символическое значение. Православный монастырь в Новом Иерусалиме действовал вплоть до революции, но после неё, под давлением революционеров, был покинут монахами и начал разрушаться. 
Шнеерсону пришла в голову мысль использовать пустующие постройки и организовать в них историко-краеведческий музей. Это начинание получило поддержку местных советских органов. Так подмосковный монастырский комплекс Новый Иерусалим фактически получил вторую жизнь. Натан Шнеерсон стал первым директором нового музея.

Вместе с небольшой группой энтузиастов в стенах бывшего Новоиерусалимского монастыря (Н. А. Шнеерсон) создал редкостный краеведческий музей. Натан Александрович в буквальном смысле воскресил Воскресенский край, обследовал бывшие храмы и церкви, ближние и далекие села (в поисках экспонатов), (…) подобрал штат талантливых реставраторов. (…) Под его руководством в Иерусалимском храме начались большие реставрационные работы. Он был пионером раскопок древних курганов и городищ на территории Истринского района. О том, какой популярностью пользовался музей, говорит хотя бы то, что в начале 30-х годов он — первый и единственный из всех подмосковных музеев — стал Московским областным музеем. К 1936-му году его ежегодно посещало до 40 тыс. человек.— Лев Штерн (Гальперин)
В 1930 году на Первом всероссийском музейном съезде Н. А. Шнеерсон выступил с большим докладом о новых на тот момент идейных и практических принципах организации советских краеведческих музеев.
К 1936 году Новый Иерусалим существовал в качестве музея уже более 15 лет и имел статус государственного областного музея — главного музейного центра Московской области.
Однако, 28 мая 1937 года, в ходе Большого террора, Н. А. Шнеерсон был арестован по абсурдному обвинению «в террористической деятельности», наряду со многими другими представителями научной интеллигенции. 9 октября 1937 Военная коллегия Верховного суда СССР приговорила его к расстрелу. Приговор был приведён в исполнение в тот же день. Шнеерсон, наряду с другими репрессированными, был похоронен в безымянной общей могиле на Донском кладбище. Н. А. Шнеерсон был реабилитирован посмертно 7 июля 1956 года.
Новый Иерусалим значительно пострадал в ходе Великой Отечественной войны, значительная часть музейных коллекций была утрачена. Тем не менее, после длительной реставрации, музей открылся снова, а в 2014 году переехал в новое здание поблизости от исторических построек монастыря.
Н. А. Шнеерсон был женат дважды: первым браком — на Сарре Губер-Гриц, вторым браком на Евгении Степановне Радченко, родителями которой были члены ЦК РСДРП Степана Радченко и Любовь Радченко (Баранская). В 1920-е и 1930-е годы Е. С. Радченко работала учёным секретарём Новоиерусалимского музея. Н. А. Шнеерсон имел детей от обоих браков.

## Сочинения Н. А. Шнеерсона
- Шнеерсон, Н. А. Антирелигиозная пропаганда в краеведческих музеях : (Опыт Истринск. (Воскресенск.) музея) / Н. А. Шнеерсон. — [Истра] : Музей, 1930 (тип. Истринск. райкомбината). — 28 с.; 15х11 см. — (Серия методическая/ Истринск. краев. музей; Вып. 1).
- Шнеерсон, Н. А. Принципы построения краеведческого музея / Н. А. Шнеерсон ; Сектор науки Наркомпроса РСФСР. - Москва : тип. Гос. центр. музея народоведения, 1930. - 40 с.;15х11 см.
- Шнеерсон, Н. А. Зачем нужны краеведческие музеи РСФСР? / Н. А. Шнеерсон ; Сектор науки Наркомпроса РСФСР. - Москва : тип. Гос. центр. музея народоведения, 1930. - 28 с.; 15х11 см.